# Astragalus jacobsii
Astragalus jacobsii är en ärtväxtart som beskrevs av Dieter Podlech. Astragalus jacobsii ingår i släktet vedlar, och familjen ärtväxter. Inga underarter finns listade i Catalogue of Life.